# Capilla Portinari
La capilla Portinari, ubicada tras el ábside de la basílica de San Eustorgio de Milán (Italia), está dedicada a San Pedro de Verona, y fue concebida como martyrium. Fue reabierta en el año 2000 tras el fin de unas restauraciones iniciadas en 1989. Es un ejemplo del Renacimiento lombardo, su construcción se inició en 1460 y se completó en 1468, tradicionalmente se le atribuye a Michelozzo Michelozzi, aunque no se sabe con exactitud quien fue el arquitecto. La capilla fue mandada construir bajo patrocinio de Pigello Portinari (director en Milán de la sucursal del Banco Medici), para guardar el arca de mármol tallado alrededor de 1338 por Giovanni di Balduccio, que contiene las reliquias de San Pedro de Verona, y también tras la muerte de Pigello Portinari sirvió de sepulcro privado, aunque su lápida se perdió en unas restauraciones de la capilla que aún conserva su nombre.

## Descripción

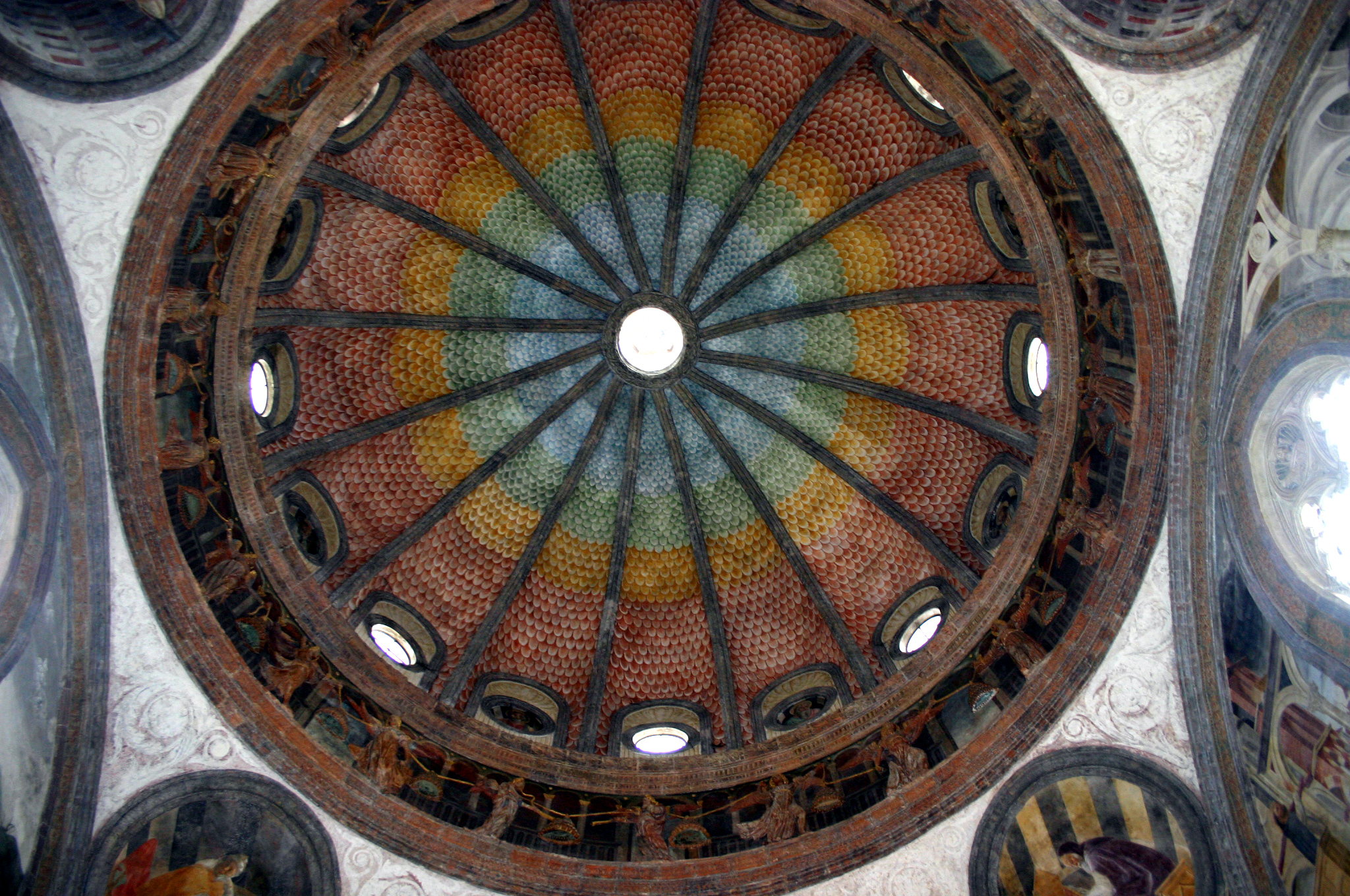
Cúpula

Se trata de un edificio de planta centralizada cuadrada, con un presbiterio también cuadrado y una pequeña sacristía, cuya estructura se inspira en la Sacristía Vieja de San Lorenzo de Florencia, obra de Brunelleschi. Esta precedido de un corredor que lo conecta con la iglesia, y posee una bóveda acabada de paraguas.
La cúpula tien una linterna y no se apoya sobre los muros, sino sobre un tambor que le permite ganar altura. Además, recibe una decoración pictórica con forma de escamado. En las pechinas que soportan el tambor, aparecen cuatro representaciones de Doctores de la iglesia dentro de tondos, representadas en escorzo y con un fondo de arquitectura simulada tras de ellos, que permiten tener una idea de los conocimientos de perspectiva del autor.
El exterior muestra el empleo sistemático de ladrillo mixto, y también muestra perfectamente el cubo que forma la planta, pudiéndose observar desde el exterior, la linterna y el tambor de la cúpula.
La capilla presenta elementos tradicionales lombardos, tales como el recubrimiento de la cúpula, la decoración en terracota, y el uso de ventanas geminadas con arcos de medio punto, además de la decoración pictórica (frescos), la cual rompe con la sobriedad que Brunelleschi daba a sus obras (véase capilla Pazzi), el cual sirvió de inspiración en la creación de esta capilla.

### Frescos
La pintura, obra de Vincenzo Foppa, se adapta a los espacios vacíos, son figurativas y rompen con el plano. Aunque los muros bajos sí siguen la pureza de Brunelleschi, con muros sobrios y prácticamente sin uso de policromía. Estos frescos fueron redescubiertos tras una restauración en 1878, y fueron restaurados en el siglo XX.
La decoración pictórica en fresco, trata los siguientes temas religiosos:
- Cuatro Historias de San Pedro Mártir en las paredes laterales:
  - Milagro de la nube, es la milagrosa aparición de una nube para dar sombra a los fieles en un día caluroso, durante un sermón del santo.
  - Milagro de la falsa Virgen, donde San Pedro desenmascara al diablo que apareció bajo la apariencia de la Virgen en una iglesia.
  - Milagro de Narni o el pie curado.
  - Martirio de San Pedro de Verona.
- La Anunciación.
- La Asunción de la Virgen.

## Imágenes de la capilla

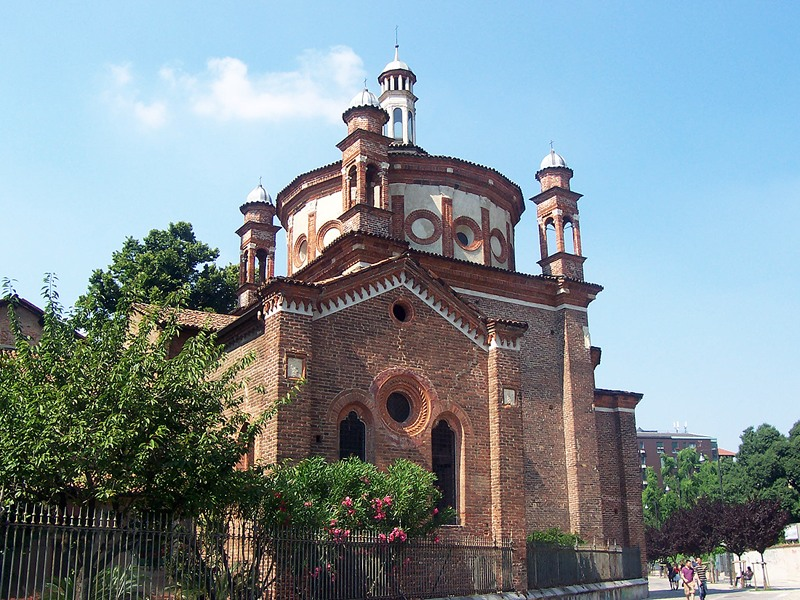
Exterior de la Capilla Portinari
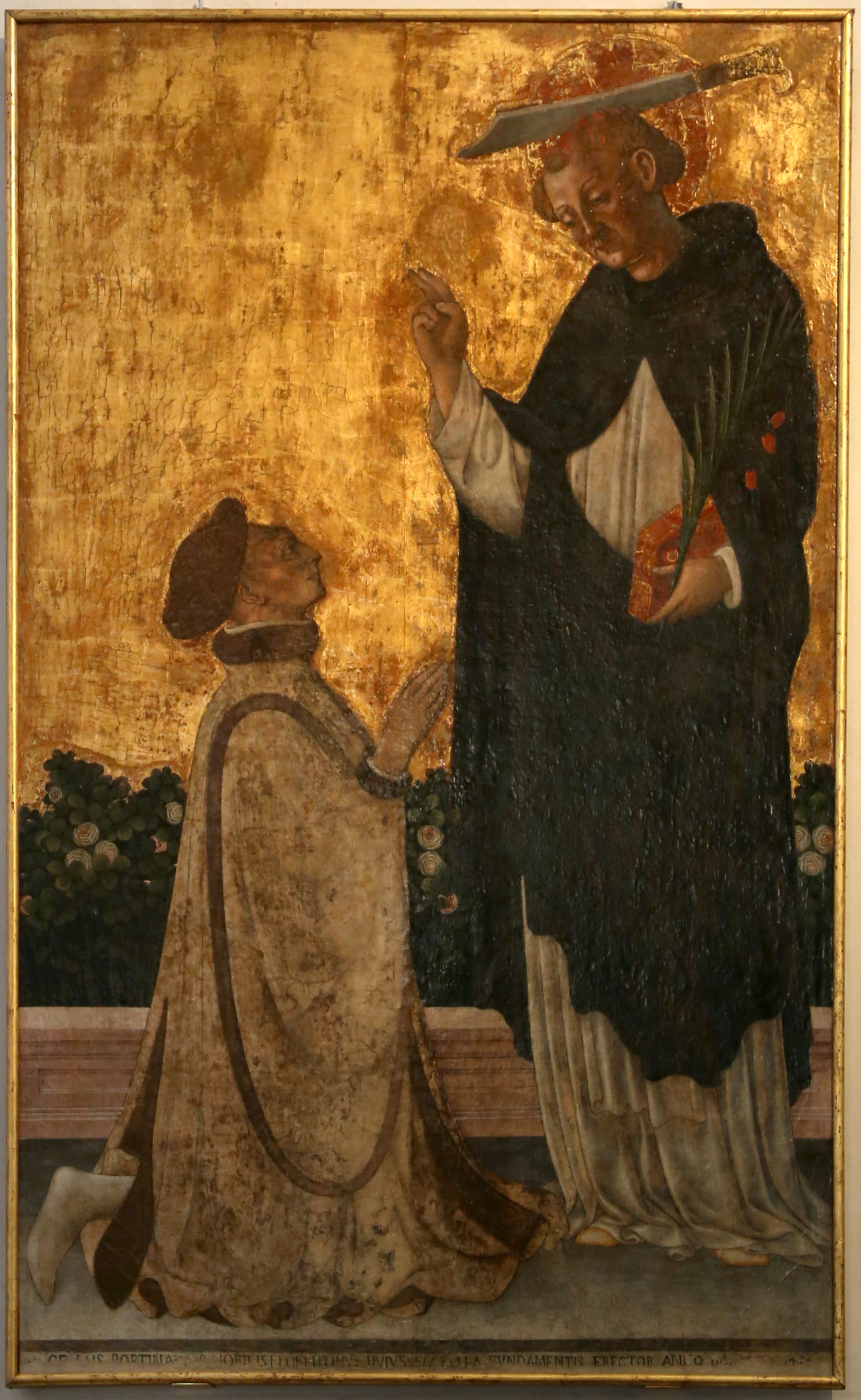
Benedetto Bembo (atr.), Pigello Portinari e San Pietro Martire (1460)
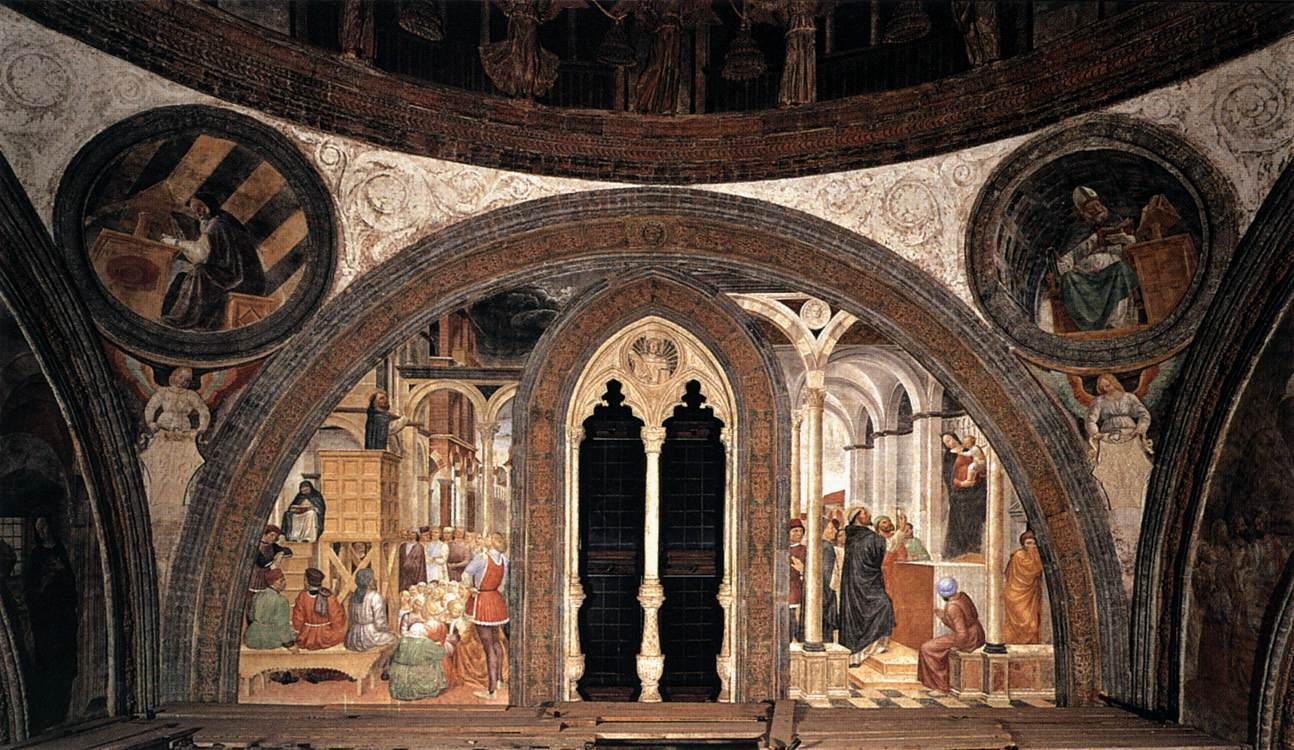
En el centro de la imagen, ventana geminada; a los lados de la ventana Milagro de la nube y Milagro de la falsa Virgen; sobre las pechinas, tondos con imágenes de Doctores de la iglesia
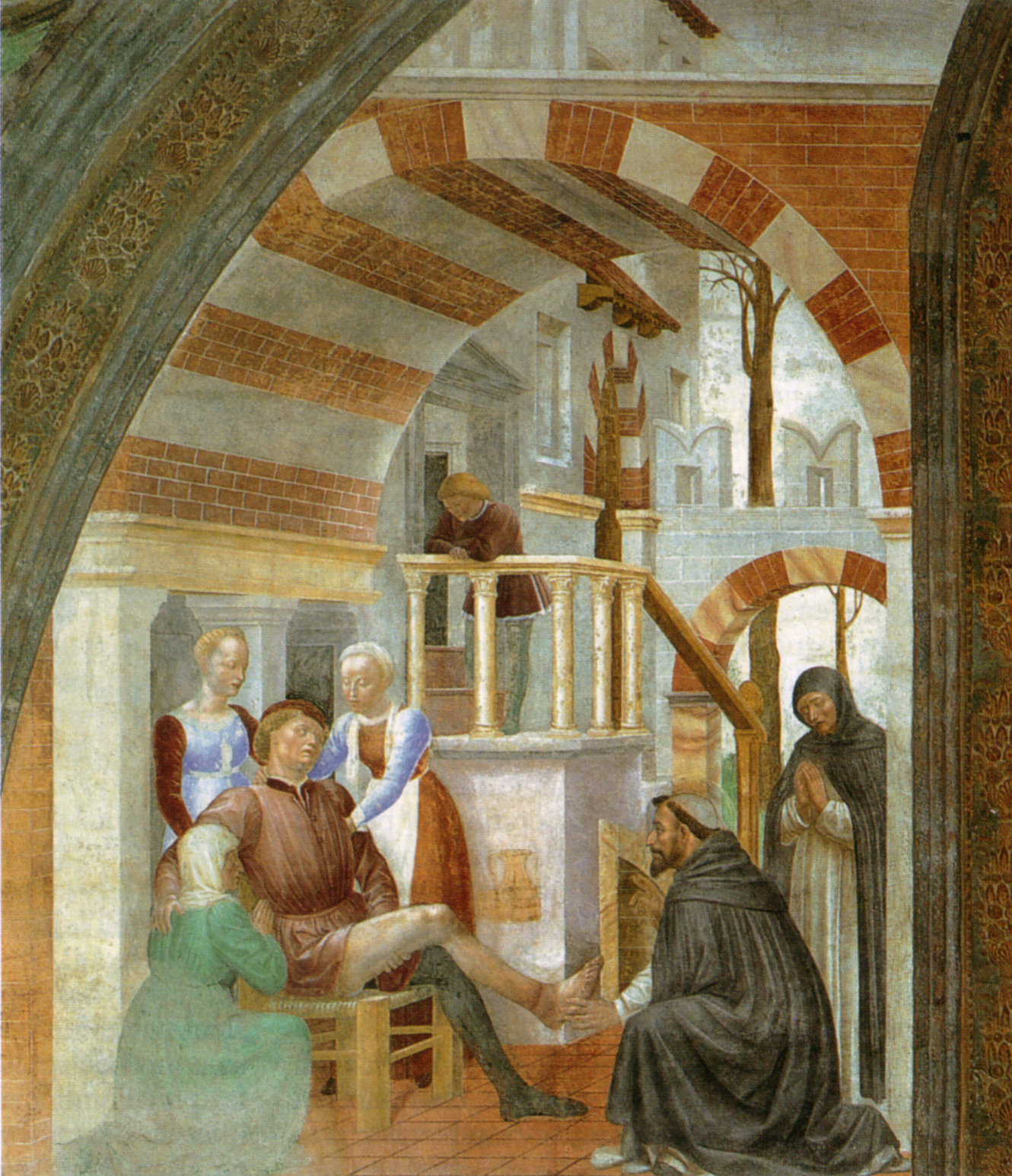
Milagro de Narni
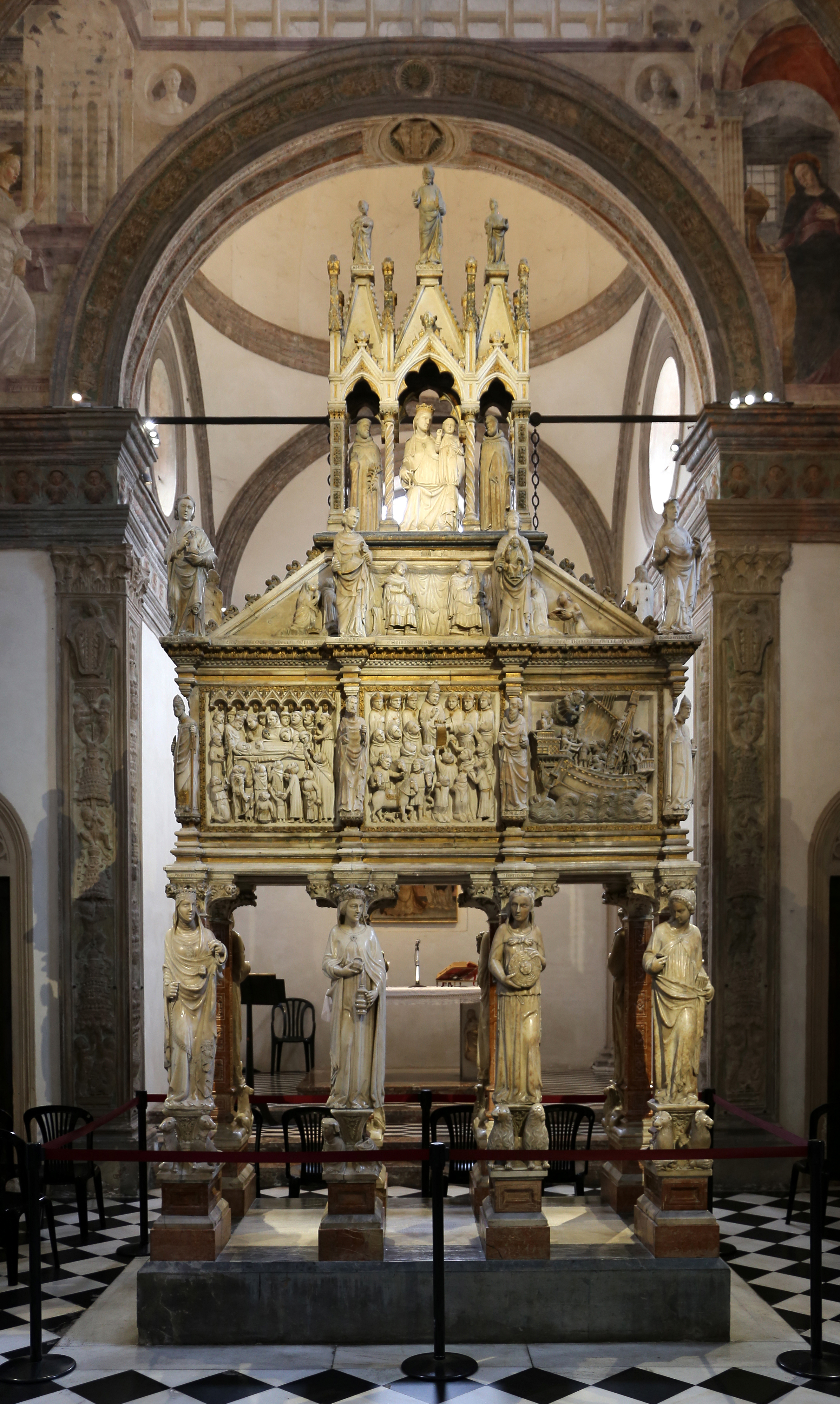
Arca de San Pedro Mártir